# Покровка 2-я
Покровка 2-я (баш. 2-се Покровка) — деревня в Благоварском районе Республики Башкортостан Российской Федерации. Входит в состав Первомайского сельсовета. 

## География

### Географическое положение
Расстояние до:
- районного центра (Языково): 30 км,
- центра сельсовета (Первомайский): 9 км,
- ближайшей ж/д станции (Буздяк): 26 км.

## Население
| 2002 | 2009 | 2010 |
| ---- | ---- | ---- |
| 72   | ↘8   | ↘6   |

Согласно переписи 2002 года, преобладающие национальности — башкиры (54 %), русские (43 %).